# Bercaeopsis carinata
Bercaeopsis carinata är en tvåvingeart som först beskrevs av Carroll William Dodge 1956.  Bercaeopsis carinata ingår i släktet Bercaeopsis och familjen köttflugor.
Artens utbredningsområde är Ohio. Inga underarter finns listade i Catalogue of Life.